# Костобе (Байзакский район)
Костобе́ (до 4 мая 1993 года — Голова́новка, каз. Қостөбе) — село в Байзакском районе Жамбылской области Казахстана, входит в состав Костюбинского сельского округа.

## География
Село расположено в юго-западной части Байзакского района, на левом берегу реки Талас, в 12 километрах к югу от районного центра села Сарыкемер, в 1 километре к северу от административного центра сельского округа села Талас, и в 5 километрах к северо-востоку от областного центра города Тараз. Ближайшая железнодорожная станция Талас — расположена примерно в 4 километрах к югу от села (по дороге — 9,7 км). Соседние населённые пункты: Ульгули в северных границах села, Талас в 1 километре к югу, Байзак в 3 километрах к востоку, Бурыл в 3 километрах к западу. Транспортное сообщение осуществляется по автодороге КН-6 с выходом на автодорогу  A2 к северу и проездом до Тараза к югу. Высота центра населённого пункта — 577 метров над уровнем моря.

## История
Первоначально, село было основано как селение Голова́новка в 1910 году, на Таласском участке заселения Аулиеатинского уезда. Селение вошло в состав Михайловской волости (волостное село — Михайловка). На 1912 год, за Головановкой числились 243 человек, 140 десятин (под угодьями — 90), 136 крупного и 44 мелкого скотов. 
Согласно переписи 1920 года, население села Головановка составляло — 235 человек, преобладающими языками являлись: русский и украинский. Численность населения Михайловской волости составляла 2597 человек. 15 апреля 1925 года, на основании постановления пленума Сыр-Дарьинского губисполкома от 8—9 апреля 1925 года, Михайловская волость была разделена и присоединена в составы Кенесской и Таласской волостей. 17 января 1928 года волости Аулиеатинского уезда были присоединены в состав Сыр-Дарьинского округа; из Ассинской (часть), Карабакирской, Кенесской, Кум-Арыкской и части Таласской волостей был образован Аулие-Атинский район, с административным центром в городе Аулие-Ата, который вошёл в состав Южно-Казахстанской области в 1932 году. 
В 1938 году был образован Свердло́вский райо́н с административным центром в селе Михайловка. Указом Президиума Верховного Совета СССР от 14 октября 1939 года «Об образовании Семипалатинской, Акмолинской и Джамбулской областей в составе Казахской ССР», Свердловский район был присоединён в состав новообразованной Джамбулской области. Постановлением Пpезидиума Веpховного Совета Республики Казахстан от 4 мая 1993 года «Об упоpядочении тpанскрибиpования на pусском языке казахских топонимов, наименовании и пеpеименовании отдельных администpативно-теppитоpиальных единиц Республики Казахстан», — село Головановка было переименовано в село Костобе́.

## Современное состояние
На 2016 год, в селе — 5 улиц, 3 переулка и массив.

## Население
| Численность населения | Численность населения | Численность населения | Численность населения | Численность населения |
| 1911                  | 1912                  | 1989                  | 1999                  | 2009                  |
| --------------------- | --------------------- | --------------------- | --------------------- | --------------------- |
| 208                   | ↗243                  | ↗1399                 | ↗1511                 | ↗1553                 |

Процентное соотношение численно-преобладающих национальностей согласно переписи 1989 года:
| Национальность | Процентное соотношение |
| -------------- | ---------------------- |
| Немцы          | 35 %                   |
| Казахи         | 27 %                   |
| Другие         | 38 %                   |

### Известные жители и уроженцы
- Ибрагимова, Марзия (1918 — ?) — Герой Социалистического Труда.
- Онгарбаева, Сындыбала (1902—2001) — Герой Социалистического Труда.